# Syryjskokatolicki patriarcha Antiochii
Syryjskokatolicki patriarcha Antiochii – zwierzchnik Kościoła katolickiego obrządku syryjskiego. Urząd powstał po odłączeniu się części Syryjskiego Kościoła Ortodoksyjnego w 1662 i poddaniu się władzy papieża. 

## Pierwsza linia patriarsza
| # | Imię                       | Portret | Od   | Do   |
| - | -------------------------- | ------- | ---- | ---- |
| 1 | Ignacy Andrzej Achidżan    |         | 1662 | 1677 |
| 2 | Ignacy Piotr VI Szahbaddin |         | 1679 | 1702 |

- patriarchat zniesiony w latach 1702-1782

### Druga linia patriarsza
| #  | Imię                         | Portret | Od   | Do   |
| -- | ---------------------------- | ------- | ---- | ---- |
| 3  | Ignacy Michał III Dżarweh    |         | 1782 | 1800 |
| 4  | Ignacy Michał IV Daher       |         | 1802 | 1810 |
| 5  | Ignacy Szymon II Hindi Zora  |         | 1811 | 1818 |
| 6  | Ignacy Piotr VII Dżarweh     |         | 1820 | 1851 |
| 7  | Ignacy Antoni I Samheri      |         | 1853 | 1864 |
| 8  | Ignacy Filip I Arkus         |         | 1866 | 1874 |
| 9  | Ignacy Grzegorz V Shelhot    |         | 1874 | 1891 |
| 10 | Ignacy Behnam II Benni       |         | 1893 | 1897 |
| 11 | Ignacy Efrem II Rahmani      |         | 1898 | 1929 |
| 12 | Ignacy Gabriel I Tappouni    |         | 1929 | 1968 |
| 13 | Ignacy Antoni II Hayek       |         | 1968 | 1998 |
| 14 | Ignacy Mojżesz I Daoud       |         | 1998 | 2001 |
| 15 | Ignacy Piotr VIII Abdel-Ahad |         | 2001 | 2008 |
| 16 | Ignacy Józef III Younan      |         | 2009 | –    |